# Berger picard

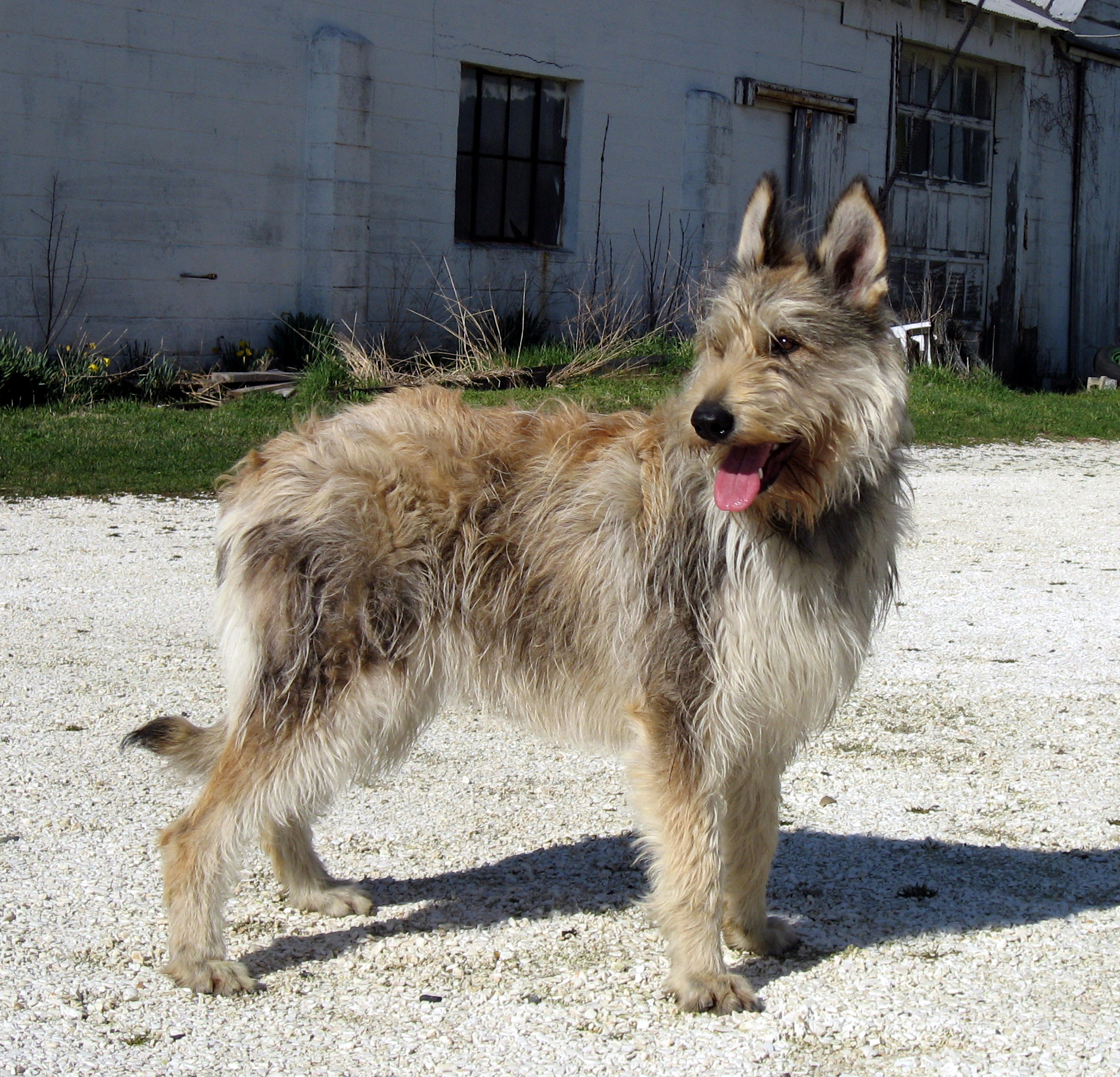
Berger picard

El Berger picard o pastor de la Picardia és una raça de gos pastor d'origen francès.
Aquesta raça va estar a punt d'extingir-se després de les guerres mundials i encara avui és una raça poc freqüent. Es tracta d'un gos orientat al tracte humà, lleial i adequat com a mascota si està socialitzat des del seu naixement.
El Berger picard va ser reconegut pel United Kennel Club l'1 de gener de 1994.

## Salut
En adoptar un Berger, cal tenir per escrit les seves radiografies de maluc que descartin una displàsia de maluc canina així com informes sobre la seva vista, ja que són les malalties més freqüents. La seva expectativa de vida és d'uns 13 anys.